# Stick McGhee
Stick McGhee, auch Sticks McGhee (* 23. März 1917 in Knoxville (Tennessee) als Granville Henry McGhee; † 15. August 1961 in der Bronx, New York City) war ein US-amerikanischer Blues und Rhythm-and-Blues-Gitarrist und Sänger. Er war der jüngere Bruder von Brownie McGhee.

## Leben und Wirken
McGhee begann mit dreizehn Jahren Gitarre zu spielen. Nachdem er von der Highschool geflogen war, arbeitete er mit seinem Vater bei Eastman Kodak. 1940 verließ er diesen Job und zog nach Portsmouth, Virginia, danach nach New York. Dort leistete er 1942 seinen Militärdienst ab und war dann während des Zweiten Weltkriegs als Soldat in der Army. 1946 wurde er aus der Armee entlassen und ließ sich in New York nieder.
Bereits während seines Militärdienstes hatte er oft Gitarre gespielt. Schließlich hatte er mit dem Anfang 1949 aufgenommenen Rhythm-and-Blues-Song „Drinkin’ Wine Spoo-De-O-Dee“ Erfolg. Der Song wurde auch der erste Hit des jungen Labels Atlantic Records in den R&B-Charts. In McGhees Band spielten Wilbert „Big Chief“ Ellis (Piano), Brownie McGhee (Gitarre) und Gene Ramey (Bass).
Drinkin' Wine, Spo-Dee-O-Dee brachte „das neue Lebensgefühl auf den Punkt: Trinken und Schlägereien sind alles, worum es im Leben geht, und wenn jemand Streit sucht, dann gib ihm ’nen Drink aus oder hau ihm eins auf’s Maul,“ beschrieb Greil Marcus die Stimmung dieses Songs, den seine Nachahmer u. a. zu Baby, Let’s Play House (Elvis Presley, 1955) anregte. Die ersten Zeilen lauteten:
Drinkin’ that mess is our delight,

And when we get drunk, start fightin’ all night.

Knockin’ out windows and learnin’ down doors,

Drinkin’ half-gallons and callin’ for more.
Sein Song wurde zu einem der frühesten prototypischen Rock and Roll Songs; er erlebte zahlreiche Coverversionen, etwa durch Jerry Lee Lewis und Mike Bloomfields Electric Flag (als „Wine“). Der Songtitel gab auch einem alkoholischen Fruchtgetränk (spodi) seinen Namen. Zunächst hatten Granville und Brownie McGhee gemeinsam den Song überarbeitet und für Harlem Records eingespielt, wo er im Januar 1947 erschienen war und anschließend in den Radios lief. Landesweit bekannt wurde er dann durch die zwei Jahre spätere aufgenommene Version für Atlantic Records; er kam dann auf Position 3 der Billboard R&B-Chart.
Seine weiteren Songs wurden von vielen Künstlern gecovert, darunter Lionel Hampton, Wynonie Harris die Hillbilly-Formation Loy Gordon & His Pleasant Valley Boys. Populär blieb „Drinkin’ Wine, Spo-Dee-O-Dee“ bis Ende der 50er durch die Versionen von Malcolm Yelvington (1954), Johnny Burnette (1957), Jerry Lee Lewis im Jahr 1959 und schließlich 1962 Larry Dale.
McGhee nahm dann noch weitere Schallplatten für Atlantic auf und schrieb populäre Songs wie den „Tennessee Waltz“, „Drank Up All the Wine Last Night“, „Venus Blues“, „Let’s Do It“ und „One Monkey Don’t Stop No Show“, jedoch blieb der kommerzielle Erfolg aus. McGhee wechselte von Atlantic zu Essex Records, um das Album My Little Rose einzuspielen, jedoch ohne größere Resonanz, woraufhin er 1953 zu King ging. Für das label nahm er eine reihe von Rock and Roll-Songs auf wie „Whiskey, Women and Loaded Dice“, „Head Happy With Wine“, „Jungle Juice“, „Six to Eight“, „Double Crossin' Liquor“, „Dealin’ from the Bottom“ und „Get Your Mind Out of the Gutter“. Nachdem auch bei King der Erfolg ausblieb, nahm er noch 1955 letzte Aufnahmen für Savoy Records auf; danach zog er sich aus dem Musikgeschäft zurück. Er starb im August 1961 im Alter von 44 Jahren an Lungenkrebs.